# Ministerium für Jugend, Nationaldienste und Sport
Das Ministerium für Sport, Jugend und Nationaldienste (MYNSS; englisch Ministry of Sport, Youth and National Services) war das Sport- und Jugendministerium Namibias. Es ist zudem für nationale Dienste zuständig. Bis März 2015 schloss es auch das Kultur-Ressort ein. Es ging am 22. März 2025 im Bildungsministerium auf.
Das Ministerium wurde vom 4. Dezember 2012 bis 1. Februar 2018 von Minister Jerry Ekandjo geleitet. Seit 8. Februar 2018 stand Erastus Uutoni dem Ministerium vor, ehe am 23. März 2020 Agnes Tjongarero Ministerin wurde.

## Geschichte
Das Ministerium in seiner heutigen Zusammensetzung der Zuständigkeitsbereiche ging 1995 aus dem Ministerium für Grundbildung, Sport und Kultur hervor. Von 1990 bis 1991 war dieses als Ministerium für Grundbildung und Kultur bekannt. 2015 wurde das Ressort Kultur dem Ministerium für Grundbildung zugeschlagen.